# Lievegem
Lievegem – miejscowość i gmina (gemeente) w Belgii, w Regionie Flamandzkim, w prowincji Flandria Wschodnia, w okręgu Gandawa.

## Podział administracyjny
W skład gminy wchodzi sześć dzielnic (deelgemeente):
- Lovendegem (Lovendeghem)
- Oostwinkel
- Ronsele
- Vinderhoute
- Waarschoot
- Zomergem